# Nesnáším chlupy
Nesnáším chlupy (v anglickém originále Streaking) je 3. díl 1. série seriálu Zlatá sedmdesátá (celkově je to 3. díl). Poprvé byl v USA odvysílán 6. září 1998 na stanici Fox, v ČR měl premiéru v lednu 2010 na stanici HBO. Jako v každém dílu seriálu zazněla ústřední píseň „Out The Street od Cheap Trick“, kterou zpívají teenageři v Ericově autě. Epizoda trvala 24 minut, režíroval ji David Trainer .

## Děj
Do Point Place přijíždí prezident Ford. Red dostal za úkol mu položit několik otázek, na kterých se dohodli jeho přátelé. Red však s otázkami nesouhlasil a chtěl se prezidenta zeptat na něco, na co se sám chtěl zeptat a co ho zajímalo. Ve škole ředitel teenagery upozorňoval, aby se během návštěvy prezidenta chovali slušně. To však Erica, Hyda, Kelsa a Feze přimělo k nápadu, aby udělali pravý opak toho, co jim ředitel říkal. Chtěli během prezidentova proslovu vběhnout do sálu úplně nazí v maskách Nixona a zařvat: "Nesnáším chlupy". Tento plán měl být naprosto tajný a aby z toho neměli průšvih, neměl se nikdo dozvědět o tom, kdo to udělal. Kelso se už málem prořekl, když v kostýmu nachytal jednoho kluka, jak balí jeho holku Jackie. Nakonec z plánu sešlo, když se kluci dohodli, že to neudělají. Eric však nebyl u toho, když se domluvili, že to nejdou udělat a tak vběhl do sálu během toho, jak Red pokládal otázky prezidentovi. Tím udělal dojem na Donnu.